# Monasterio de Hilandar
El monasterio de Hilandar (en griego: Χιλανδαρίου, en serbio: Хиландар) es un monasterio serbio-ortodoxo del Monte Athos, Grecia. Es el cuarto monasterio de la jerarquía de los monasterios de la Montaña Sagrada.
Fue fundado en el siglo X y abandonado poco después. El emperador Alejo III Ángelo lo cedió en 1198 al santo serbio San Sava y su padre, el Gran Príncìpe Stefan Nemanja (que se hizo monje aquí, adoptando el nombre monástico de Simeón) de Raška. Debido a que fue fundado por serbios y sus primeros monjes también lo fueron, se le conoce como El Monasterio Serbio y actualmente es el monasterio del Monte Athos donde residen tradicionalmente los monjes serbios.
En los años 70, el gobierno griego ofreció instalar la electricidad en los monasterios el Monte Athos. Los monjes se negaron ya que cada monasterio generaba su propia electricidad a partir de energías renovables. Finalmente, en los años 80 se realizó la electrificación, principalmente para luz y calefacción. El 3 de marzo de 2004, uno de los hornos calefactores no fue apagado y produjo un terrible incendio: entre un 40 y un 50% del monasterio fue reducido a cenizas.
El monasterio está dedicado a la Presentación de la Virgen María y su celebración es el 22 de noviembre (en el calendario gregoriano) y el 2 de diciembre (en el calendario juliano).

## Objetos sagrados

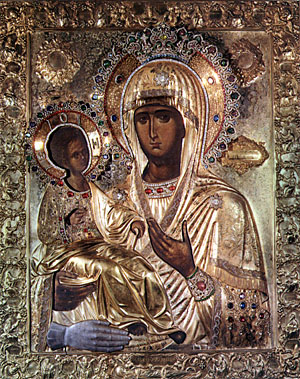
Icono de la Theotokos de las tres manos.

Entre las numerosas reliquias y objetos sagrados se encuentra el icono del Theotokos del Acatisto, el día de la celebración del mismo en el 25 de enero en el calendario gregoriano, el 12 de enero en el juliano.
El monasterio también posee un icono de la Theotokos de las tres manos, tradicionalmente asociada con una milagrosa curación de una herida de Juan Damasceno en torno al año 717. Juan se hizo monje en Mar Saba a las afueras de Jerusalén y donó el icono a la comunidad monástica de allí. Posteriormente fue dado a San Sava y pasó a ser parte de las reliquias del monasterio cuando los otomanos invadieron Serbia. Una copia fue enviada a Rusia en 1661, Que ha sido venerada durante mucho tiempo por la Iglesia ortodoxa rusa. El icono tiene dos fechas de celebración: el 28 de junio (11 de julio en el calendario gregoriano), y el 12 de julio (el 25 de julio en el calendario gregoriano).